# Torre dei Lamberti

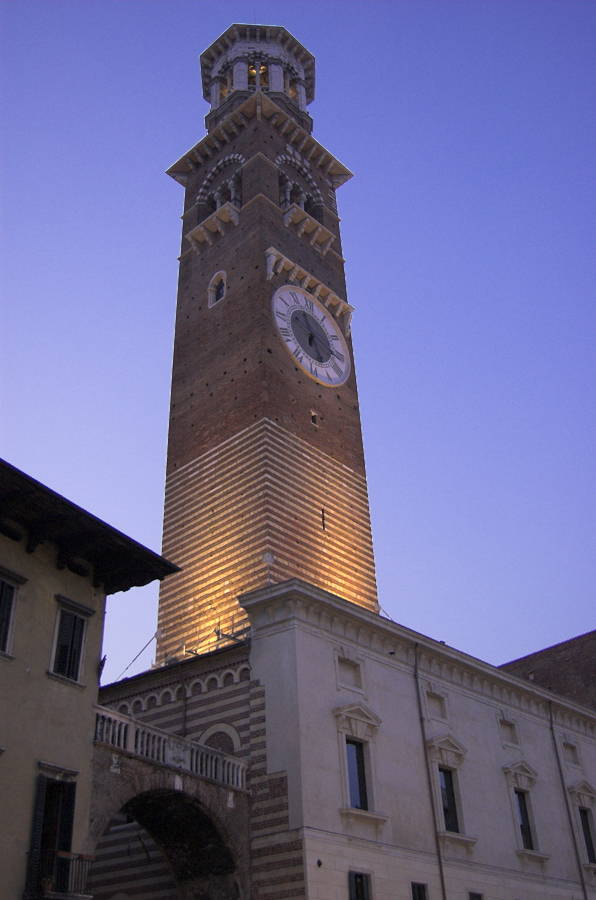
Die Torre dei Lamberti von der Piazza delle Erbe aus gesehen

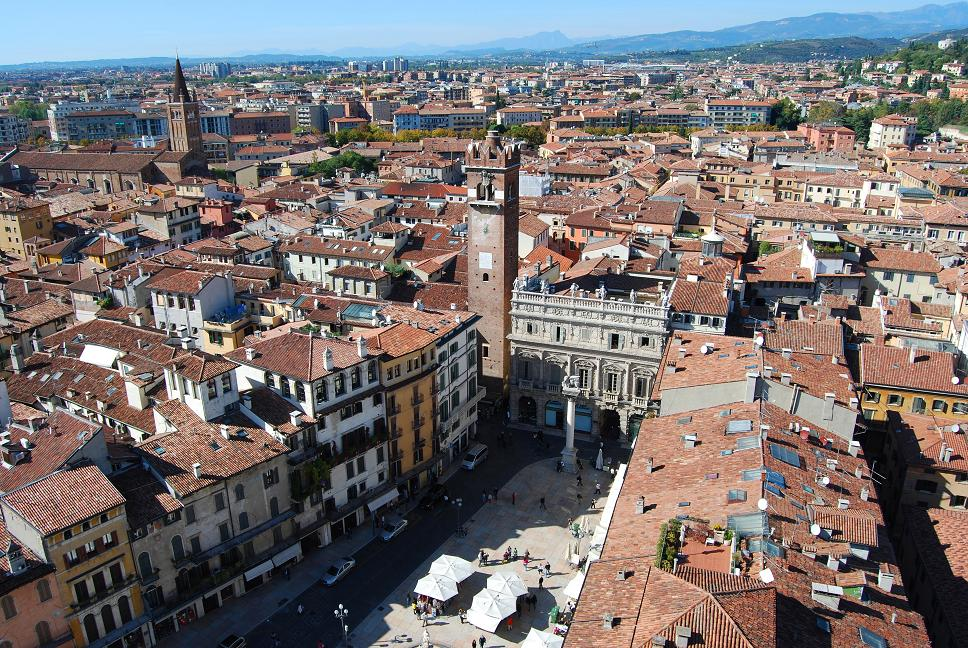
Blick von der Torre dei Lamberti auf die Piazza delle Erbe

Die Torre dei Lamberti ist ein Turm in der norditalienischen Stadt Verona in Venetien. Sie überragt mit 84 Metern Höhe, als eines der höchsten Gebäude der Stadt, ihre Umgebung deutlich. Der Turm steht direkt im Zentrum der Altstadt, circa 450 Meter nordnordöstlich der Arena von Verona an der westlichen Ecke eines Häuserblocks an der Piazza delle Erbe, an der schmalen Gasse Via della Costa, die einen Durchgang zur Piazza dei Signori (aufgrund der dortigen Dante-Statue oft nur Piazza Dante genannt) bildet.

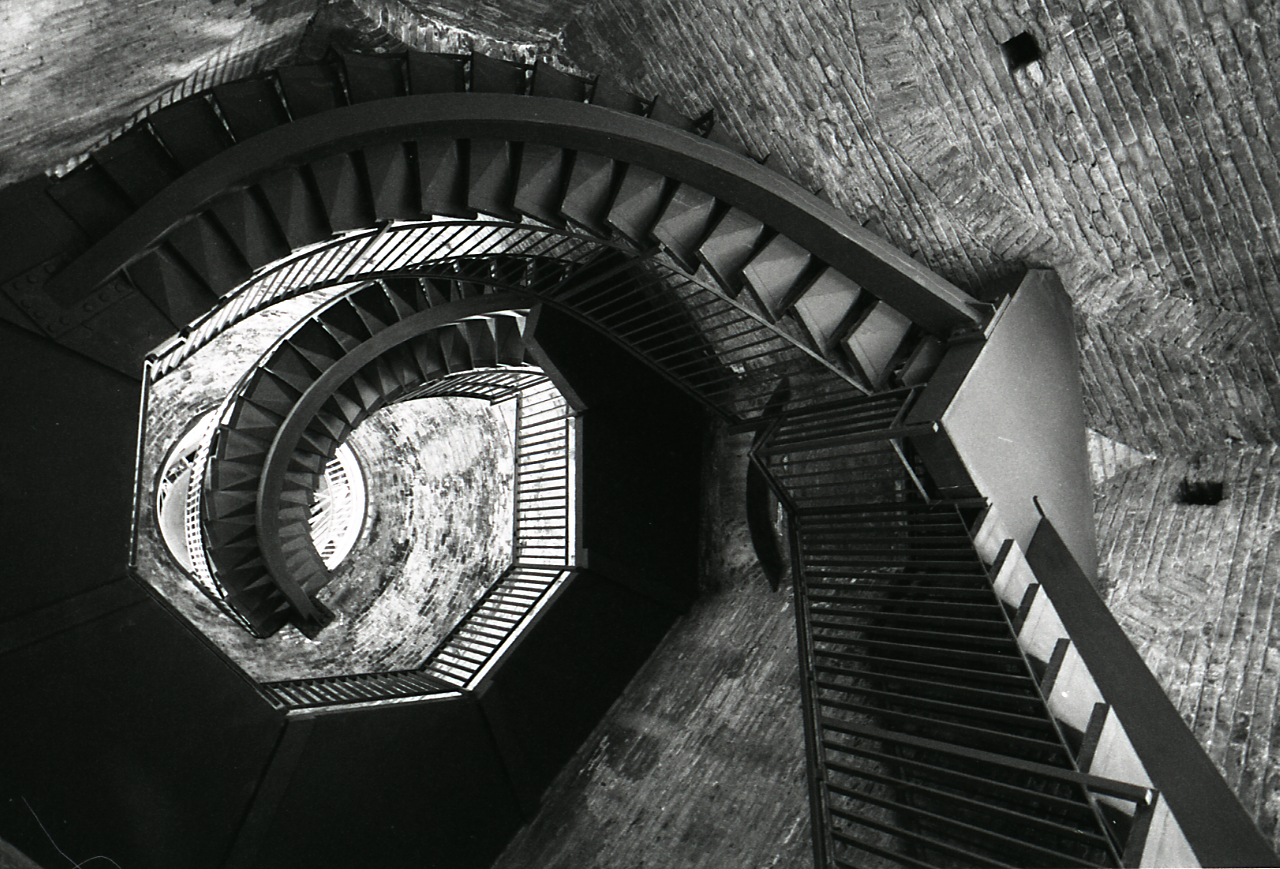
Die Wendeltreppe im Turm, 1972

Mit der Konstruktion des ehemaligen Gemeindeturmes begann man im Jahre 1172. Für den romanischen Bau wurde zunächst Tuff und Terrakotta verwendet. Der Glockenstuhl der Torre dei Lamberti beherbergte zwei Glocken. Die kleinere – Marangona genannt – wurde zu jeder vollen Stunde des Tages sowie bei Feueralarm geschlagen. Rengo, die größere Glocke, diente dazu, die Stadträte zusammenzurufen und die Bevölkerung in Zeiten militärischer Konflikte zu den Waffen zu beordern. Beide Glocken wurden mehrmals eingeschmolzen und erneuert. Im Mai 1403 schlug ein Blitz in den Helm ein, was einen Brand und in weiterer Folge den Einsturz der Turmspitze zur Folge hatte. Die Restaurierungsarbeiten begannen 1448 und wurden 1464 abgeschlossen. Man nutzte die Gelegenheit, um den Turm zu erhöhen. Die jüngeren Abschnitte sind noch immer anhand des unterschiedlichen Baumaterials, wie beispielsweise Marmor, auszumachen. Die große Turmuhr wurde im Jahre 1779 installiert.
Heutzutage ist der Turm eine beliebte Touristenattraktion. Mit einem Lift oder über 368 Stufen gelangt man zu einer Aussichtsplattform, von der man einen weiten Blick über Verona hat.